# Lý Cao Tông
Lý Cao Tông (chữ Hán: 李高宗 6 tháng 7 năm 1173 – 15 tháng 11 năm 1210) là vị hoàng đế thứ bảy của nhà Lý, cai trị từ năm 1175 đến năm 1210. Thời kỳ của ông đánh dấu sự suy tàn không thể vực dậy của nhà Lý hay còn gọi là Cao Tông Trung Suy (高宗中衰).

## Thân thế
Ông tên thật là Lý Long Trát hay Lý Long Cán (李龍𣉙), sinh tại kinh đô Thăng Long, Hà Nội, là con trai thứ sáu của Lý Anh Tông, mẹ là Đỗ Thụy Châu. Ông sinh ngày 25 tháng 5 năm Quý Tỵ (tức ngày 6 tháng 7 năm 1173), khi mới lên 3 tuổi đã được đưa lên ngôi. Vua cha Anh Tông truất ngôi con cả là Long Xưởng và phong ông là Hoàng thái tử, ủy thác cho Tô Hiến Thành giúp đỡ. Ông chính là anh thứ của Lý Long Tường- người sau này là Hoa Sơn Tướng quân của Cao Ly.

## Cai trị

### Thời kỳ Tô Hiến Thành phụ chính giám quốc
Sau khi Anh Tông mất (1175), hoàng hậu vợ chính của Anh Tông là Chiêu Linh Thái hậu muốn lập con mình là Lý Long Xưởng lên ngôi nhưng nhờ có sự kiên quyết của Thái úy Tô Hiến Thành, Cao Tông vẫn được tôn phù ở ngôi báu.
Nhưng không lâu sau, Tô Hiến Thành đã tuổi già sức yếu, qua đời năm 1179. Trước khi mất, vì vua mới lên 7 tuổi nên Hiến Thành tiến cử Trần Trung Tá với Đỗ thái hậu. Thái hậu dù khen hay nhưng cuối cùng không theo lời, chọn em trai là Đỗ An Di làm phụ chính.

### Sau khi Tô Hiến Thành mất
Năm 1181, thái tử cũ là Long Xưởng cầm đầu các gia thuộc nô lệ trộm cướp bừa bãi, muốn mưu làm loạn. Tới năm sau, thái hậu dùng Lý Kính Tu làm đế sư (thầy của vua), trong thì hầu việc giảng sách, ngoài thì dạy dân trung hiếu, từ đấy Chiêu Linh Thái hậu và Long Xưởng không dám manh tâm mưu khác nữa.
Năm Tân Sửu, Trinh Phù năm thứ 6 (1181), tháng 4 mùa hạ, xảy ra nạn đói lớn, dân chết gần một nửa.
Cao Tông tuy giữ được ngôi vua nhưng khi trưởng thành đã không trở thành minh quân của nhà Lý. Tới năm 1190, sau khi mẹ ông là Đỗ Thái hậu qua đời, ông dùng em của vợ (An Toàn nguyên phi) là Đàm Dĩ Mông, vốn là người không có học làm thái phó nên việc triều chính càng suy sút.

### Thời kỳ Cao Tông Trung Suy
Khi còn nhỏ, Cao Tông là người ngoan lành, song khi lớn lên bắt đầu trực tiếp cầm quyền trị nước lại sinh ra ham mê săn bắn, chính sự pháp luật không rõ ràng, vơ vét của dân xây nhiều cung điện, bắt trăm họ xây dựng phục dịch nên trộm cướp nổi lên khắp nơi.
Tháng 3 năm 1189, Cao Tông đi du hành khắp các nơi trong cả nước, đi đến đâu mà có thần linh lại cho xây dựng đền miếu.
Năm 1197, Cao Tông cho dựng cung Nghênh Thiềm, đến năm 1203 lại tiếp tục cho xây dựng hàng loạt cung điện. Khi đang xây dở gác Kinh Thiên, có chim khách đến làm tổ, Cao Đường Long cho là điềm báo sắp có vương tộc mới thay thế triều Lý, bèn khuyên can vua:
“ Trước cốt sửa đức, sau hãy khởi công mới phải. ”
Nhưng vua lại nghe lời hoạn quan Phạm Bỉnh Di, càng cho xây gấp khiến trăm họ khốn khổ.
Năm 1201, vua ham mê hưởng lạc, sáng tác nhạc theo điệu Chiêm Thành:
“ Mùa đông tháng 10, vua ngự hành cung Hải Thanh 海清行宮. Mỗi đêm sai nhạc công khảy đàn Bà Lỗ 婆魯, hát điệu mô phỏng khúc Chiêm Thành 占城. Âm thanh trong trẻo, ai oán, thê lương, người nghe đều rơi lệ. Tăng phó Nguyễn Thường 阮常 nói: “Ta thấy trong Tựa Kinh Thi có nói, nhạc nước loạn thì ai oán, vì giận chính sự sai lạc; nhạc nước mất thì bi thương, vì nhớ dân khốn khổ. Nay thánh thượng du ngoạn không chừng, chính giáo rối loạn, dân chúng khổ sở, ngày càng trầm trọng, lại ngày ngày nghe âm thanh ai oán, chẳng phải là điềm loạn mất đó sao? Ta biết lần này xe giá trở về, sẽ không còn ngự cung ấy nữa!” Sau đó trong nước đại loạn, quả đúng như lời. ”
Đến năm 1208 đói kém, người chết đói hàng loạt. Trong lúc ấy thì vua vẫn rong chơi vô độ, xây đền đài không ngớt, nghe ngoài thành có trộm cướp thì lại lờ đi như không biết.

#### Họa giặc giã
Do chính sự rối ren, lòng dân oán hận, nhiều cuộc khởi nghĩa của nông dân và ly khai của các hào trưởng địa phương nổ ra.
Năm 1192, người giáp Cổ Hoằng ở Thanh Hóa làm phản và bị triều đình đánh dẹp trong cùng năm. Năm 1198, người hương Cao Xá ở Câu Diễn là Ngô Công Lý cùng với người châu Đại Hoàng là Đinh Khả tự xưng là con cháu của Đinh Tiên Hoàng nổi loạn rồi bị đánh dẹp cũng trong năm.
Tháng 7 năm 1203, vua nước Chiêm Thành là Bố Trì (布池 Vidyanandana) vì có biến trong nước nên mang gia quyến tới cửa biển Cơ La, định nương nhờ nhà Lý. Điện tiền chỉ huy sứ tri châu Nghệ An là Đỗ Thanh và châu mục là Phạm Diên cho rằng Bố Trì có gian ý nên phát binh đánh úp Bố Trì nhưng thất bại, cả hai đều bị giết. Sau đó, Bố Trì xua quân cướp bóc Nghệ An, rồi rút về nước.
Tháng 9 năm 1203 có cuộc nổi loạn của 2 người Đại Hoàng Giang là Phí Lang và Bảo Lương trước đây đã tâu các tội mọt nước hại dân của Đàm Dĩ Mông, bị người này đánh, sinh lòng oán hận. Hai người này nhân khi rối ren liền làm phản. Vua sai Trần Lệnh Hinh làm Nguyên soái và Thượng thư Từ Anh Nhữ đem quân từ phủ Thanh Hóa tiến đánh Phí Lang xong bị thua, cả hai tướng đều bị giết; đến tháng 1 năm sau lại sai Đỗ Kính Tu đi đánh nhưng vẫn tiếp tục bại trận. Sử không chép về kết cục của cuộc nổi loạn này. Đến năm 1207 lại tiếp tục có cuộc nổi loạn của người Man ở núi Tản Viên, thanh thế rất lớn, quân triều đình không ngăn được. Người Man vẫn cát cứ ở vùng núi Tản Viên đến hết thời nhà Lý.
Thời kì này, nhà Tống còn xua quân sang xâm nhiễu biên giới Đại Việt khiến nhân dân phải chạy loạn "vô cùng khổ sở".

#### Gian thần Phạm Du
Tháng 3 năm 1207, hào trưởng ở Hồng Châu (Hải Dương và Hải Phòng) là Đoàn Thượng, Đoàn Chủ nổi dậy, xây đắp thành lũy, xưng vương hiệu. Cao Tông phái rất nhiều quân đi đánh Hồng Châu. Đàm Dĩ Mông đem quân đạo Đại Thông (miền Hà Đông cũ dọc sông Đáy), Phạm Bỉnh Di đem quân đạo Khả Liễu, Trần Hinh đem quân đạo Phù Đái (Vĩnh Bảo, Hải Phòng), Bảo Trinh hầu đem quân đạo Nam Sách (Nam Sách, Hải Dương), cùng họp nhau đánh Đoàn Thượng. Thấy thế lực quân triều đình quá mạnh, Đoàn Thượng liền ngầm sai người đem của cải đút lót cho Thượng phẩm phụng ngự Phạm Du, nguyện xin đem quân chúng theo Du. Cuộc liên minh giữa Thượng và Du bắt đầu từ đó. Phạm Du cố vì Thượng mà xin với Cao Tông tha cho.
Đầu năm 1209, Cao Tông sai Phạm Du coi việc quân ở châu Nghệ An. Bấy giờ miền này đang đói lớn, số người bị chết đói rất nhiều. Những người còn sống sót cũng bị phá sản, lưu vong. Nhân cơ hội ấy, Phạm Du nói với vua rằng:
“ Nay thiên hạ rối loạn, bọn gian tặc nổi lên khắp nơi... xin cho phép tôi được tuyển bọn trai tráng để tự đề phòng, mới mong khỏi lo tai họa. ”
Vua bằng lòng. Phạm Du bèn chiêu tập những người vong mệnh ngang nhiên đi khắp các nơi. Từ đó đường đất bị cắt đứt, thuyền bè không đi lại được. Cao Tông thấy tình hình nguy khốn liền sai Phạm Bỉnh Di lấy quân ở Đằng Châu (thị xã Hưng Yên) để đánh Phạm Du. Du trở về Cổ Miệt cùng với Đoàn Thượng, Đoàn Chủ ở Hồng Châu hợp binh làm phản triều đình, đánh Đằng Châu. Bỉnh Di bị thua.
Tháng 2 năm 1209, Bỉnh Di lại đem binh ở Đằng Châu, Khoái Châu đi đánh Du. Phạm Du thua trận bỏ trốn. Bỉnh Di tịch biên gia sản của Du rồi đốt hết.
Tháng 4 năm 1209, Phạm Bỉnh Di đánh tan quân Đoàn Thượng. Phạm Du ngầm sai người về kinh đút lót cho bọn quan lại trong triều, nói rằng Bỉnh Di tàn ác, giết hại người vô tội và kể lể tình oan, xin về kinh đợi tội. Cao Tông sai Trần Hinh triệu Phạm Du về kinh, lại triệu cả Bỉnh Di về triều. Phạm Du về kinh trước hầu Cao Tông, được vua tin cẩn; Bỉnh Di đến kinh sau, vào triều phụng mệnh. Cao Tông sai bắt Bỉnh Di và con là Phụ giam ở Thủy Viên, toan làm tội.

#### Loạn Quách Bốc
Tướng của Bỉnh Di là Quách Bốc nghe tin đó, đem binh lính phá cửa Đại Thanh kéo vào nội điện để cứu chủ. Du cùng em là bọn Phạm Kinh giết Bỉnh Di và con của Bỉnh Di là Phụ rồi cùng Cao Tông chạy trốn.
Quách Bốc liền tôn hoàng tử nhỏ là Thầm lên làm vua. Cao Tông chạy về Tam Nông (Phú Thọ) nương nhờ nhà Hà Vạn, một thủ lĩnh miền thiểu số có thế lực. Thái tử Sảm cùng mẹ là Nguyên phi Đàm thị và hai em gái chạy về Hải Ấp, Thái Bình dưới quyền cai quản của Trần Lý.
Sảm chạy trốn đến ở nhà Trần Lý, tôn xưng là Thắng Vương, lấy con gái Lý là Trần Thị Dung làm vợ, phong cho làm phi. Lý Sảm lại phong cho Trần Lý tước Minh Tự, chức vụ Chinh Bắc Đại Nguyên Soái, lĩnh binh lên bắc thảo phạt Quách Bốc. Em vợ Trần Lý là Tô Trung Từ (cậu Thị Dung) bấy giờ đang làm Tổng Binh Phủ Thiên Trường cũng được phong làm Điện tiền Chỉ huy sứ, Phạm Kính Ân được phong Thượng Phẩm Phụng Ngự, người thân tín đều được phong chức phong quan.
Trần Lý là gia chủ họ Trần, nhận được tước phong lập tức phát động dòng họ mộ binh bị chiến. Họ Trần uy vọng rất cao ở khắp vùng Hải Ấp, trai tráng nghe lời mộ mà nườm nượp đến tòng quân. Tô Trung Từ làm Tổng Binh Thiên Trường Phủ cũng có trong tay mấy vạn quân, hai người hợp binh lên đến gần chục vạn người, lại lấy danh nghĩa Lý Sảm phát chiếu thảo phạt nghịch tặc, kêu gọi đồng minh rầm rộ tiến lên Bắc đánh Quách Bốc.
Biết tin Thái tử Sảm lập triều đình riêng và tự ý phong tước cho Trần Lý, Tô Trung Từ, Phạm Ngu... nên vua Lý Cao Tông ở Quy Hóa muốn đánh dẹp, bèn sai Phạm Du đi để liên lạc với họ Đoàn (Đoàn Thượng, Đoàn Văn Lôi) ở vùng Hồng. Nhưng Du lại ham sắc, tư thông với công chúa Thiên Cực, nên lỡ hẹn với họ Đoàn. Khi Du lên thuyền đi gặp họ Đoàn, tới Ma Lãng thì bị đồng minh bấy giờ của họ Trần là lính dưới quyền hào trưởng Bắc Giang Nguyễn Nậu và Nguyễn Nải đón bắt gia cho Thái tử Sảm, giết chết.
Trần Lý và Tô Trung Từ mang quân đánh về kinh thành dẹp Quách Bốc. Cuối năm 1209, loạn Quách Bốc bị dẹp, Trần Lý tử trận, Tô Trung Từ đón vua Cao Tông về cung. Do Phạm Du đã chết mà thế lực Trung Từ mạnh nên vua Cao Tông buộc phải dựa vào Trung Từ. Đàm Dĩ Mông trước đã hàng phục Lý Thầm và Quách Bốc vẫn không bị trị tội, được làm chức thái úy.
Sử sách chép không rõ về kết cục của Quách Bốc, Lý Thầm. Toàn thư ghi đại lược: "Trừng trị bọn Quách Bốc làm loạn, xử tội theo mức độ khác nhau". Cương mục cũng ghi vắn tắt: "Vua xét tội tùy theo nặng nhẹ có sai biệt". Sách Việt sử Tiêu án không đề cập tới việc xử tội phe Quách Bốc. Các nhà chuyên môn nhận định không có tài liệu nào nói tới việc bắt hay giết Quách Bốc, Lý Thầm.

### Ban chiếu tạ lỗi với dân
Lý Cao Tông trong suốt 37 năm trị vì đã chứng kiến sự suy yếu không thể vực dậy của nhà Lý vì lối ăn chơi hưởng lạc của mình. Trước khi qua đời, ông đã cho ban chiếu hối lỗi để tạ tội với thần dân của mình. Vua Lý Cao Tông lên ngôi khi chỉ mới 3 tuổi với sự trợ giúp của Thái úy Tô Hiến Thành. Lớn lên, khi trực tiếp cầm quyền trị nước, Cao Tông ham mê săn bắn, chính sự pháp luật không rõ ràng, vơ vét của dân xây nhiều cung điện, bắt trăm họ phục dịch nên trộm cướp nổi lên khắp nơi.
Sách Đại Việt sử ký toàn thư chép: "Vua chơi bời không điều độ, hình chính không rõ ràng, giặc cướp như ong, đói kém liền năm, cơ nghiệp nhà Lý từ đấy suy kém...". Mãi đến năm 1207, nhà vua nhìn cảnh giặc cướp nên hối lỗi và ban chiếu tự nhận lỗi lầm.
Sách Đại Việt sử lược chép lại bản chiếu đó: "Trẫm còn bé mà phải gánh vác việc lớn, ở tận nơi cửu trùng, không biết được cảnh khó khăn của dân chúng, nghe lời bọn tiểu nhân mà gây nên oán với kẻ dưới. Dân đã oán thì trẫm còn biết dựa vào ai? Nay trẫm sẽ sửa lỗi, cùng dân đổi mới. Ai có ruộng đất, sản nghiệp bị sung công sẽ được hoàn lại".
Với chiếu hối lỗi, Lý Cao Tông được xem là vị vua đầu tiên trong lịch sử phong kiến Việt Nam "dám" hạ mình xin lỗi dân, song năm 1207 đã là những năm cuối đời của ông vua này. Ba năm sau, Lý Cao Tông qua đời trong cảnh đất nước loạn lạc và triều đình phải dựa hẳn vào thế lực nhà họ Trần. Vì vậy, chiếu nhận lỗi của vị vua này được giới sử học xem như là những lời hối lỗi quá muộn màng và hối chỉ để mà hối thôi chứ không thực hiện một biện pháp gì để chấn chỉnh hoặc tình trạng đã quá tệ để có thể thay đổi được.

## Qua đời
Ngày 28 Nhâm Ngọ, năm Canh Ngọ (tức 15 tháng 11 năm 1210), Cao Tông mất ở cung Thánh Thọ, hưởng dương 38 tuổi, an táng tại Thọ Lăng.
Trước khi mất, Cao Tông ủy thác cho Đỗ Kính Tu việc triều đình. Thái tử Lý Sảm lên ngôi, tức là vua Lý Huệ Tông. Vua Lý Huệ Tông truy tôn cho cha miếu hiệu là Cao Tông, thụy hiệu là Ứng Thiên Ngự Cực Hoành Văn Hiến Vũ Linh Thiệu Chiếu Phù Chương Đạo Chí Nhân Ái Dân Lý Vật Duệ Mưu Thần Trí Cảm Hóa Cảm Chánh Thuần Phu Huệ Thị Từ Tuy Du Kiến Mỹ Công Toàn Nghiệp Thịnh Long Hiện Thần Cư Thánh Minh Quang Hiếu Hoàng Đế.
Tình hình trong nước ngày càng rối ren hơn, được hơn 10 năm thì nhà Lý mất về tay họ Trần (1225).

## Gia đình
Thân Phụ: Lý Anh Tông
Thân Mẫu: Linh Đạo Hoàng hậu
| STT | Danh hiệu         | Tên       | Ghi chú                  |
| --- | ----------------- | --------- | ------------------------ |
| 1   | An Toàn Hoàng Hậu | Đàm Thị   | Thân mẫu vua Lý Huệ Tông |
| 2   | Trung Phi         | Vương Thị |                          |
| 3   | Hoàng Phi         | Sở Thị    |                          |
| 4   | Lan Phi           | Triệu Thị |                          |

| STT | Danh hiệu   | Tên     | Năm sinh  | Mẹ                        | Ghi chú |
| --- | ----------- | ------- | --------- | ------------------------- | ------- |
| 1   | Lý Huệ Tông | Lý Sảm  | 1194-1226 | An Toàn Hoàng Hậu Đàm Thị |         |
| 2   |             | Lý Thầm | 1202-?    |                           |         |

## Nhận định
Sách Đại Việt Sử ký Toàn thư nhận định về Lý Cao Tông như sau:
| “ | Vua chơi bời vô độ, chính sự hình pháp không rõ ràng, giặc cướp nổi như ong, đói kém liền năm, cơ nghiệp nhà Lý từ đấy suy. | ” |

| “ | Cao Tông tuổi bé nối ngôi, Chiêu Linh Thái hậu rắp lòng phế lập, thân vua suýt nữa bị nguy. Nhờ có Tô Hiến Thành vốn có quyền vị, nhận ký thác con côi, hết lòng phù hộ, ngôi báu không lay, thiên hạ quy phục, tất phải có mưu hay chước giỏi tâu riêng với vua rồi. Đến khi Hiến Thành chết, Đỗ Kính Tu hầu hạ nơi màn trướng, giúp vua sửa đức, đâu phải là không có người? Thế mà vua mê mải rong chơi, say đắm thanh sắc, ham tiền của, thích xây dựng, dạy tính lười tham cho các quan, gây lòng oán giận ở trăm họ, làm cho cơ đồ nhà Lý phải hao mòn, đến nỗi mất nước. Kinh thư có câu: "Ở trong mê sắc đẹp, ra ngoài mê săn bắn, ham rượu, thích nhạc, xây nhà cao, trổ tường đẹp, phạm một trong các điều ấy tất phải bại vong". Vua phạm đủ các điều ấy, còn nói gì được nữa? | ” |

Trong sách Việt sử Tiêu án, Ngô Thì Sĩ viết:
| “ | Vua Cao Tông... oai quyền ở tay mình, người phò tá cũng không thiếu, thế mà nghe tên tặc thần Phạm Du tố cáo bậy, giết oan Bỉnh Di, mà phải chạy trốn, lặn lội nơi sông nước... Cao Tông cũng nhờ họ nhà thuyền chài phù trì cho mới về được kinh đô, người ta thấy rằng văn võ bách quan của nhà Lý không còn ai và không có quân lính phòng bị... | ” |

Vua Cao Tông ham chơi bời, lại thiếu sáng suốt. Trước nghe theo Phạm Bỉnh Di bắt dân phu hoàn thành nhanh cung thất, sau lại nghe Phạm Du sàm tấu mà giết Bỉnh Di. Thực ra không phải vì trước đây Bỉnh Di là sủng thần mà sau đó bị thất sủng, mà vì vua Cao Tông chỉ thích hưởng lạc nên điều Bỉnh Di tâu việc đốc công là hợp ý vua mà thôi.
Theo nhận định của các nhà chuyên môn, chính sự nhà Lý tới thời Cao Tông đã rất lỏng lẻo do lỗi lầm của nhà vua:
- Trước sai Phạm Bỉnh Di dẹp Phạm Du, sau lại nghe lời tâu bậy của Du mà tin dùng Du, coi Du là "phải", Bỉnh Di là "trái".
- Bộ tướng Quách Bốc của Bỉnh Di không hẳn đã có một đạo quân hùng hậu, vậy mà triều đình trung ương nghe tin Bốc kéo vào liền hốt hoảng bỏ chạy không dám chống cự; vua một nơi, hoàng hậu cùng hoàng tử và công chúa một nơi.
- Đàm Dĩ Mông thần phục Lý Thầm và Quách Bốc, lẽ ra phải trị tội như Lê Chiêu Tông giết thái sư Lê Quảng Độ theo Trần Cảo sau này, nhưng Cao Tông lại dung tha cho Mông, để làm đại thần.

Bởi bên dưới khinh nhờn luật nước vẫn được dung túng, nên sau này quần hùng nổi dậy, nay đánh mai hàng, loạn mãi không chấm dứt được. Dân bị bóc lột đã oán triều đình. Công thần bị giết oan, lòng người càng chia lìa. Bởi vậy các sử gia nhận định rằng lỗi làm mất nhà Lý bắt đầu từ Cao Tông.

## Trong văn hoá đại chúng
| Năm  | Tác Phẩm                | Diễn Viên       |
| 2013 | 《Thái sư Trần Thủ Độ》 | NSND Hoàng Dũng |